# The Cowboys
The Cowboys is een Amerikaanse westernfilm uit 1972 onder regie van Mark Rydell. Het verhaal hiervan is gebaseerd op dat uit de gelijknamige roman uit 1971 van William Dale Jennings.

## Verhaal
Rancher Wil Andersen komt in de problemen wanneer zijn knechten hem verlaten vanwege een lokale goudkoorts. De suggestie om schooljongens te zoeken voor het werk verwerpt hij in eerste instantie, maar wanneer die zichzelf aanbieden, geeft hij ze een kans om zichzelf te bewijzen.

## Rolverdeling
| Acteur             | Personage            |
| ------------------ | -------------------- |
| John Wayne         | Wil Andersen         |
| Roscoe Lee Browne  | Jebediah Nightlinger |
| Bruce Dern         | Long Hair            |
| Colleen Dewhurst   | Kate                 |
| Alfred Barker Jr.  | Fats                 |
| Nicolas Beauvy     | Dan                  |
| Steve Benedict     | Steve                |
| Robert Carradine   | Slim Honeycutt       |
| Norman Howell      | Weedy                |
| Stephen R. Hudis   | Charlie Schwartz     |
| Sean Kelly         | Stuttering Bob       |
| A Martinez         | Cimarron             |
| Clay O'Brien       | Hardy Fimps          |
| Sam O'Brien        | Jimmy Phillips       |
| Mike Pyeatt        | Homer Weems          |
| Slim Pickens       | Anse                 |
| Sarah Cunningham   | Annie Andersen       |
| Allyn Ann McLerie  | Ellen Price          |
| Maggie Costain     | Phoebe               |
| Matt Clark         | Smiley               |
| Jerry Gatlin       | Howdy                |
| Walter Scott       | Okay                 |
| Richard Farnsworth | Henry Williams       |
| Wallace Brooks     | Red Tucker           |
| Charise Cullin     | Elizabeth            |
| Collette Poeppel   | Rosemary             |
| Larry Randles      | Ben                  |
| Larry Finley       | Jake                 |
| Jim Burk           | Pete                 |